# Chile International 2016
Die Chile International 2016 im Badminton fanden vom 19. bis zum 23. April 2016 in Temuco statt.

## Sieger und Platzierte
| Disziplin    | Gold                        | Silber                       | Bronze                              |
| ------------ | --------------------------- | ---------------------------- | ----------------------------------- |
| Herreneinzel | Osleni Guerrero             | Jan Fröhlich                 | Cristian Araya                      |
| Herreneinzel | Osleni Guerrero             | Jan Fröhlich                 | Sören Opti                          |
| Dameneinzel  | Özge Bayrak                 | Neslihan Yiğit               | Grace Gabriel                       |
| Dameneinzel  | Özge Bayrak                 | Neslihan Yiğit               | Mickaela Skaric                     |
| Herrendoppel | Diego Castillo Alonso Medel | Iván León Bastian Lizama     | Patricio Álvarez Sacha Debouzy      |
| Mixed        | Iván León Camila Macaya     | Alonso Medel Mickaela Skaric | Fernando Sanhueza Amparo Hinostroza |